# Elaphidion pseudonomon
Elaphidion pseudonomon là một loài bọ cánh cứng trong họ Cerambycidae.